# Вуд-Ава
Вуд-Ава́ (луговомар. Вӱд Ава, Мать воды) — богиня в марийской мифологии, хозяйка всех континентальных водных пространств.

## Описание
Обитает, по одним данным, в любой воде, по другим, только в глубоких водах. Весной подымала муть со дна, осенью же, напротив, смешивала воду с мёдом, делая её особенно вкусной. Вÿд Ава обеспечивала богатый улов, следила за чистотой водоёмов: запрещала сливать помои, стирать бельё, устраивать свалки у рек, озёр, родников. Никогда не уничтожались деревья вблизи воды — они считались особо любимыми Вӱд-Авой. За это могло последовать наказание в виде лишения навсегда удачи в рыбалке. Она могла «спрятать» воду в глубине тайги: озеро исчезало, а в тот же год охотники находили в лесу новое такое же.
Богиню представляли в виде обнажённой женщины с длинными волосами, которые она любит расчёсывать золотым гребнем. В небольших водоёмах выступала духом-хозяином именно этого места: Вӱд-Водыж. Иногда богиня могла принимать образ щуки.
В загадках река, олицетворение Вӱд-Авы, сравнивается с бегущим рысцой мерином, вороной, кобылой, змеёй, опустившей свой хвост в воду. В марийских заговорах, мифологических преданиях сохранились упоминания о вышедшей из речных глубин кобыле, жеребёнке (Вичетÿр чома, Вичетÿр ош вÿльö), быке (Вӱдӱшкыж) и т. д. Родники назывались вудшинча (глазами Вӱд-Авы). Вӱд-Ава представлялась связующим звеном обособленных зон мироздания. В её течении человек мог обернуться в птицу, животное или рыбу, а затем снова обернуться в человека и возвратиться к земной жизни. В связи с этим уместно вспомнить поверье, согласно которому человек после седьмой смерти превращается в рыбу и навсегда уплывает в мировой океан. В сказках живая вода (илыше вӱд) помогает убитому герою чудесным образом обрести новую жизнь. Например, в сказке «Юзо керде» («Чудесный меч») убитый герой возрождается в виде чудесной яблони, а после того как её срубили, из щепок, сброшенных в озеро, превращается в утку с перьями из бисера, а затем, победив своего противника, превращается в человека..

## Мифы. Образ в народной поэзии
Согласно основному прауральскому космогоническому мифу, первоначально поверхность мира представляла собой безбрежную водную поверхность. В марийской мифологии также популярны легенды о летающих (перемещающихся с места на место) озёрах. Водная стихия в качестве животворящей основы упоминается также в антропогоническом мифе о Тӱня Юмо и Шочын Аве (Богине Рождения). В марийском предании о реке Вятке рассказывается о том, что в древности на её месте было болото. Около этого болота жил некий человек, собиравший лукошками яйца диких гусей.
Как родоначальница всего, Вӱд-Ава считалась старейшей богиней, олицетворением мудрости. Об этом говорит следующая поговорка: Вюдын келгытшым Вюд Ава деч моло ок шинче. Перевод: То что находится под водою, никому кроме Вюд Авы не известно .
Марийская загадка утверждает, что вода дальше всех идет. Она и вверх (на небеса) поднимется и вниз (в подземелье) спустится.
В народной поэзии Вӱд-Ава сравнивается с чёрной коровой:

Запертая в хлеву чёрная корова —

Словно вышедшая из реки Вӱд-Ава.

Также подчёркивается то, что Вӱд-Ава (Вӱд-Водыж) может обладать коварством:

Если пьёшь воду из реки,

То не пей лёжа.

Ведь тебе неведомы помыслы Вюд водыжа….

Вӱд-Ава выступает главным судьёй над нарушителями норм общественной морали. Например, в наказание проглатывает свадьбу брата и сестры, и там образуется озеро, или переносит осквернённые людьми воды.
Сохранился миф мари, рассказывающий о том, что земля (Мланд), первоначально лежала под водой. Потом земля (Мланд) отделилась от воды (Вÿд) и на обсохшей земле поднялись еловые леса (Кожла). В лесах зародились великаны-онары, а за ними наконец люди.
С Вӱд-Авой также связаны мордовский миф о Ведь Аве: рассказывают, что однажды Тол-Ава позвала Ведь-Аву и её мужа на праздник по случаю рождения ребёнка. Выпив браги, владычицы стихий поссорились — каждая из них считала себя сильнее. Наконец, Ведь-Ава загнала Тол-Аву за камень, и та сдалась. Ведь-Ава строго наказывает Тол-Аве не жечь имущества бедных.
В мифе о Шийпӱйан Пампалче (Сереброзубой Пампалче) героиня встречает мать своего жениха Вӱд-Аву, которая говорит, что несёт двенадцать вёдер браги и двенадцать вёдер пива. Услышав столь хвастливое заявление, Шийпӱйан не может удержаться от смеха, и смола на её зубах отваливается. Вӱд-Ава узнаёт Шийпӱйан и гонится за ней. Чтобы спастись от преследования, Шийпӱйан пытается залезть на гору к своей старшей сестре, но это ей не удаётся, и она взбирается на сосну. В спешке она роняет серебряный топорик, которым Вӱд-Ава начинает рубить сосну. Почуяв, что Шийпӱйан грозит опасность, сбегаются звери-помощники. Они хитростью выманивают у Вӱд-Авы серебряный топорик и закидывают его в озеро, но Вӱд-Ава одним глотком выпивает озеро и достаёт топорик. Тогда Шийпӱйан зовёт свою старшую сестру и трижды просит её сбросить шёлковые качели, но та отвечает, что ей некогда: то она сажает хлеб в печь, то достаёт хлеб из печи. Наконец она сбрасывает качели, и Шийпӱйан взбирается к ней. Через некоторое время возвращается с охоты Кугувиян, и сестра прячет Шийпӱйан. Кугувиян принюхивается и спрашивает у жены, откуда в доме человеческий дух, но жена успокаивает его, говоря, что сроду в их доме не было живого человека. Когда на следующий день Кугувиян снова уходит на охоту, его жена прячет Шийпӱйан в котомку, накрывает лепёшками и вечером просит мужа отнести гостинец старому рыбаку. Сестре же она наказывает: если её муж захочет отведать лепёшек, она должна крикнуть: «Вижу!» — и тогда Кугувиян не посмеет заглянуть в котомку. Так Шийпӱйан благополучно возвращается домой.
Дочь матери воды Вӱд ӱдыр представлялась в образе русалки, утопленницы, являвшейся живым в облике обнажённой девушки с распущенными волосами. Иногда Вӱд ӱдыр по воле своей матери выходит замуж за марийского героя.

## Культ
Обычно, прежде чем испить воду, просили Вӱд-Аву очистить её от всего злого. Напившись, было принято благодарить богиню, бросая в воду две-три травинки или сорванные с дерева листики.
В случае продолжительной засухи Вӱд-Аве устраивались общественные моления, во время которых жители собирались на берегу реки и обливали водой друг друга и животных, особенного чёрных овец и чёрных кур. В некоторых местах в качестве подношения богине в воду бросали немного приготовленной на берегу «дождевой каши». В других местах забивали чёрного быка или чёрную овцу. Кости и другие оставшиеся после жертвенного пира части животного заворачивали в шкуру и опускали в воду. Если в результате обряда выпадало слишком много дождя, шкуру доставали из воды и зарывали в землю. Чтобы очистить весеннюю воду, Вӱд-Аве предлагали угощение в виде ячменной каши, зерно для которого выделяла каждая семья в селенье.
Невеста, идя в дом мужа, должна была сделать подношение Вӱд-Аве, прежде чем брать воду из ручья. В сопровождении старшей подруги, уже исполнявшей этот обряд, она приходила к источнику, бросала в него несколько монет или бусин и просила Вӱд-Аву быть милостивой к ней каждый раз, когда она будет приходить за водой.
Поскольку рыба также находилась в ведении богини, рыбаки лили вино и бросали кашу в воду в качестве жертвы Вӱд-Аве, чтобы она обеспечила богатый улов. В некоторых местах считали, что рыбалка будет удачной только в том случае, если богиня не знает о ней, поэтому Вӱд-Аве не только не молились и не приносили жертв, но и старались не шуметь, чтобы не выдать своего занятия. Вообще, во время рыбалки нельзя было кричать и браниться, иначе можно было утонуть или получить нарывы на руках и ногах.
Знахарь определял из какого именно водоёма появилась болезнь и советовал, как задобрить Вӱд-Аву. Прежде всего, заболевший делал подношение, бросая в воду ячмень, яйца, прося о прощении и обещая принести надлежащую жертву. Позднее забивали козу, утку или другую домашнюю птицу на берегу водоёма, которому нанесена обида. Приготовив мясо, в воду бросали кости и небольшие кусочки от различных частей животного.
Финский исследователь религии мари Х. Хольмберг привёл описание обряда, согласно которому весной, во время первой ловли, рыбаки должны были сохранить кости добычи целыми. После этого их было необходимо опустить в воду, чтобы Вӱд-Ава создала новых рыб и обеспечила будущую удачу в ловле.

## Семья
Её супруг, Йомшо эҥер, в других источниках — Вӱд-Юмо, Ер-Юмо, Икса-Юмо. Вӱд-Ава и Йомшо эҥер имеют свой дом, хозяйство, пропорциональное размерам водоёма. У них есть дочь, Вӱд ӱдыр, сыновья, старший из которых горный дух Кугувиян (букв. «большой силач»), младший — Шемвӱд (букв. «чёрная вода») и даже внуки.

## Этимология имени
Общего происхождения с мордовской Ведявой. Вӱд-Ава представлена как марийский субстрат в чувашской мифологии божеством Вуташ.